# Karski (Krasnodar)
Karski (del ruso: Карский) es un jútor del raión de Séverskaya, en el krai de Krasnodar de Rusia. Está situado en las vertientes septentrionales del Cáucaso occidental, en la cabecera del río Bugai, de la cuenca del Kubán a través del Sujói Aushed, uno de sus distributarios, 13 km al oeste de Séverskaya y 43 km al suroeste de Krasnodar, la capital del krai. Tenía 628 habitantes en 2010.
Pertenece al municipio Chernomorskoye.

## Historia
Recibió la inmigración de griegos pónticos que emigraron por las persecuciones en el Imperio otomano a finales del siglo XIX y principios del XX.